# Ja'Kobe Walter
Ja'Kobe Amare Walter (Dallas, Texas; 4 de septiembre de 2004) es un baloncestista estadounidense que pertenece a la plantilla de los Toronto Raptors de la NBA. Con 1,96 metros de estatura, juega en la posición de escolta.

## Trayectoria deportiva

### Universidad
Tras participar en su etapa de secundaria en los prestigiosos McDonald's All-American Game, Jordan Brand Classic y Nike Hoop Summit, jugó una temporada con los Bears de la Universidad Baylor, en la que promedió 14,5 puntos, 4,4 rebotes, 1,4 asistencias y 1,1 robos de balón por partido. Fue elegido novato del año de la Big-12 Conference e incluido en el tercer mejor quinteto de la conferencia.

#### Estadísticas
| Año     | Equipo | PJ | PT | MPP  | %TC  | %3P  | %TL  | RPP | APP | ROB | TPP | PPP  |
| ------- | ------ | -- | -- | ---- | ---- | ---- | ---- | --- | --- | --- | --- | ---- |
| 2023–24 | Baylor | 35 | 35 | 32.3 | .376 | .341 | .792 | 4.4 | 1.4 | 1.1 | .2  | 14.5 |
| Total   | Total  | 35 | 35 | 32.3 | .376 | .341 | .792 | 4.4 | 1.4 | 1.1 | .2  | 14.5 |

### Profesional
Fue elegido en la decimonovena posición del Draft de la NBA de 2024 por Toronto Raptors, con los que firmó contrato el 4 de julio. A lo largo de su temporada de novato, fue asignado varias veces a su filial en la G League, los Raptors 905.
El 4 de marzo de 2025, en una victoria por 114-113 contra el Orlando Magic, Walter consiguió 3 rebotes y anotó 17 puntos, incluidos el triple ganador con 0.5 restantes en el reloj en el último cuarto. Esto propició a los Raptors la victoria como visitantes en el Kia Center.

## Estadísticas de su carrera en la NBA

### Temporada regular
| Año     | Equipo  | PJ | PT | MPP  | %TC  | %3P  | %TL  | RPP | APP | ROB | TPP | PPP |
| ------- | ------- | -- | -- | ---- | ---- | ---- | ---- | --- | --- | --- | --- | --- |
| 2024–25 | Toronto | 52 | 18 | 21.2 | .405 | .349 | .795 | 3.1 | 1.6 | .8  | .2  | 8.6 |
| Total   | Total   | 52 | 18 | 21.2 | .405 | .349 | .795 | 3.1 | 1.6 | .8  | .2  | 8.6 |